# Tinieblas González
Tinieblas González (Ourense, 19 d'octubre de 1972), és un director de cinema espanyol, realitzador de curtmetratges reeixits com Por un infante difunto o The Raven.

## Biografia
Va néixer a Ourense sota el nom de Valentín Quintas González i es va traslladar a Laudio (Àlaba) a l'edat de quatre anys. La seva primera producció porta per títol “Tripas”, i va ser una composició de dues hores de durada a partir de petits fragments de diferents pel·lícules de terror. Després d'això decideix entrar de ple en el món audiovisual i cursa estudis en l'Institut Basc de Noves Carreres de Bilbao, on realitza "A Matanza do Porco", un documental sobre la matança del porc però amb un punt de vista personal i diferent.
Roda el seu primer curtmetratge, Por un infante difunto (1998). Aquesta obra, rodada en 35 mm i en blanc i negre, és seleccionada per la XXXVII Setmana Internacional de la Crítica del Festival Internacional de Cinema de Cannes l'any 1998, on s'alça amb el premi Canal+ al millor curtmetratge.
Després de l'èxit collit en el seu primer curtmetratge, es llança a la producció de la seva segona obra. El projecte es va basar en l'obra d'Edgar Allan Poe The Raven, titulant-se de la mateixa manera. El rodatge d'aquest curt es va realitzar en anglès, respectant el llenguatge original de l'obra. Igual que el seu primer curtmetratge The Raven va ser èxit, collint fins i tot una nominació al millor curtmetratge en els premis Goya de l'any 2001.
En 2002 decideix fer el salt al llargmetratge i prepara Raíces de sangre sota la producció d'Andrés Vicente Gómez i amb Martina Klein com a actriu. El projecte mai veu la llum en sorgir problemes de finançament, a més de problemes interns amb el productor.
El 2004 torna al curtmetratge i presenta Ecosistema, una història sobre l'ecosistema urbà on impera la llei bàsica del fort devorant al feble.

## Salt al llargmetratge
En 2008 llança un nou projecte de llargmetratge, ASD (Alma sin dueño). Escrita i dirigida per ell mateix, el rodatge es va realitzar en anglès durant aquest any en Bilbao i Vitòria, sent el metre de la ciutat el principal escenari. La història parla de quatre joves graffiteros que decideixen sabotejar la nova línia del metro abans que sigui inaugurada pels polítics l'endemà. Sorpresos pels vigilants, escapen pels túnels del suburbà i entren en el submón de les profunditats del metre, on mora una monstruosa criatura mutant. L'estrena de la pel·lícula es va fer per a finals de l'any 2009, però va ser estrenada per la productora Alma Ata en una sola sala de Madrid, amb un altre nom —Sin dueño (o Sin alma, tal com va ser retransmesa el 20 de novembre de 2015 en Telemadrid/La Otra)— i sense que s'assabentessin ni l'equip ni el mateix González. Segons el director, aquests problemes van ser "per la subvenció" de les ajudes públiques. “Calculo que s'hauran quedat uns 300.000 euros”, va declarar. Després del fracàs, va anunciar que es mudaria a Los Angeles per a aconseguir finançament i rodar "en règim de cooperativa".

## Filmografia
| Any  | Pel·lícula             | Funció                          |
| ---- | ---------------------- | ------------------------------- |
| 1998 | Por un infante difunto | Director, productor i guionista |
| 1999 | The Raven. Nevermore.  | Director, productor i guionista |
| 2002 | Raíces de sangre       | Director i guionista            |
| 2004 | Ecosistema             | Director, productor i guionista |
| 2008 | ASD (Alma sin dueño)   | Director i guionista            |

## Premis i reconeixements

### Festival de Cinema de Canes
| Any  | Categoria                         | Pel·lícula             | Resultat   |
| ---- | --------------------------------- | ---------------------- | ---------- |
| 1998 | Premi Canal + Millor curtmetratge | Por un infante difunto | Guanyadora |

### Premis Goya
| Any  | Categoria           | Pel·lícula            | Resultat  |
| ---- | ------------------- | --------------------- | --------- |
| 2001 | Millor curtmetratge | The Raven. Nevermore. | Candidata |

### Festival Internacional de Cinema de Sant Sebastià- Zinemaldia
| Any  | Categoria      | Pel·lícula            | Resultat     |
| ---- | -------------- | --------------------- | ------------ |
| 2001 | Secció Oficial | The Raven. Nevermore. | Seleccionada |